# Ubaldo Ranzi
Ubaldo Ranzi (18 de julio de 1970) es un deportista italiano que compitió en bobsleigh. Ganó una medalla de plata en el Campeonato Europeo de Bobsleigh de 2000, en la prueba doble.

## Palmarés internacional
| Campeonato Europeo | Campeonato Europeo         | Campeonato Europeo | Campeonato Europeo |
| Año                | Lugar                      | Medalla            | Prueba             |
| ------------------ | -------------------------- | ------------------ | ------------------ |
| 2000               | Cortina d'Ampezzo (Italia) | Medalla de plata   | Doble              |